# Christian Bassedas
Christian Bassedas (Buenos Aires, 16 de febrero de 1973) es un exfutbolista y entrenador argentino. Actualmente se desempeña como director deportivo de Audax Italiano de la Primera División de Chile.

## Biografía
Christian Bassedas surgió futbolísticamente en las divisiones inferiores del Club Atlético Vélez Sársfield, debutando en la Primera División de Argentina el 3 de marzo de 1991 ante el Club de Gimnasia y Esgrima La Plata. Se desempeñó como volante ofensivo y vivió sus mejores momentos futbolísticos jugando para "El Fortín", donde participó activamente en la etapa más gloriosa de la historia del club. Ganó cuatro campeonatos nacionales, así como también, la Copa Libertadores de América, la Copa Intercontinental, la Copa Interamericana, la Supercopa Sudamericana y la Recopa Sudamericana. En 2000 fue vendido al Newcastle Utd. de la FA Premier League donde jugó hasta 2002. Previo a su ida del fútbol inglés tuvo un paso fugaz por el Tenerife.
En 2003 volvió a Argentina para jugar en Newell's Old Boys pero rescindió su contrato. Posteriormente, reconoce que su voluntad era haberse retirado del fútbol profesional en Vélez Sársfield. Como futbolista del "Fortín" disputó 331 partidos entre la liga local y torneos internacionales, convirtiendo 28 goles.
En 2005 comenzó a comentar los partidos de la Premier League para Fox Sports Latinoamérica. Entre 2006 y 2007 cocondujo el programa Siamo Fuori junto con Martin Ciccioli, Fernando Pandolfi y Damián Manusovich en FM Rock & Pop.
A fines del 2008 asumió como mánager de Vélez Sársfield. De esta manera se convirtió en una pieza clave para la obtención del Torneo Clausura 2009, al ser el responsable máximo en la elección del DT Ricardo Gareca, y de varios refuerzos como Maximiliano Morález, Joaquín Larrivey y Sebastián Domínguez.
En 2015 llegó a un acuerdo pre-contractual con el presidente Raúl Gámez para convertirse en el nuevo entrenador de Vélez cuando finalizara el vínculo de Miguel Ángel Russo, siendo esta su primera experiencia como director técnico. El 25 de septiembre de 2016 decidió renunciar como DT del equipo tras haber perdido 3 a 0 contra Racing Club y haber tenido un mal arranque de campeonato donde sacó 3 puntos producto de un solo triunfo y 3 derrotas. En Vélez dirigió 22 partidos con 9 victorias, 4 empates y 9 derrotas.

## Clubes

### Como Mánager
| Club            | País      | Año       |
| --------------- | --------- | --------- |
| Vélez Sársfield | Argentina | 2008-2015 |
| Club Olimpia    | Paraguay  | 2020-2021 |

### Como entrenador
| Club                 | País                 | Año                  | PJ  | PG | PE | PP | GF | GC  | DG  | EF%    |
| -------------------- | -------------------- | -------------------- | --- | -- | -- | -- | -- | --- | --- | ------ |
| Vélez Sársfield      | Argentina            | 2015-2016            | 22  | 9  | 4  | 9  | 25 | 27  | -2  | 46.97% |
| Boca Unidos          | Argentina            | 2017                 | 20  | 4  | 7  | 9  | 16 | 25  | -9  | 31.67% |
| Olimpo               | Argentina            | 2018                 | 14  | 2  | 1  | 11 | 8  | 30  | -22 | 16.67% |
| UAI Urquiza          | Argentina            | 2018 - 2020          | 54  | 18 | 17 | 19 | 49 | 57  | -8  | 43.83% |
| Total en sus equipos | Total en sus equipos | Total en sus equipos | 110 | 33 | 29 | 48 | 98 | 139 | -41 | 38.79% |

### Como director deportivo
| Club            | País      | Año       |
| --------------- | --------- | --------- |
| Vélez Sársfield | Argentina | 2021-2023 |
| Audax Italiano  | 🇨🇱 Chile  | 2024-Act. |

## Selección nacional
Jugando para Vélez Sársfield integró la Selección Argentina en las Eliminatorias Sudamericanas para la Copa Mundial de Fútbol de 1998, en los Juegos Olímpicos de Atlanta 1996, donde ganó la medalla de plata; y en los Juegos Panamericanos de 1995, donde ganó la medalla de oro.

### Participaciones en torneos internacionales
| Mundial                          | Sede           | Resultado        | Partidos | Part. titular | Goles |
| -------------------------------- | -------------- | ---------------- | -------- | ------------- | ----- |
| Copa Mundial Sub-20 de 1991      | Portugal       | Fase de grupos   | 2        | 2             | 0     |
| Copa FIFA Confederaciones 1995   | Arabia Saudita | Subcampeón       | 3        | 3             | 0     |
| Juegos Panamericanos de 1995     | Argentina      | Medalla de Oro   | 6        | 6             | 0     |
| Juegos Olímpicos de Atlanta 1996 | Estados Unidos | Medalla de Plata | 4        | 3             | 0     |
| Copa América 1997                | Bolivia        | Cuartos de final | 3        | 3             | 0     |

## Estadísticas

### Como jugador

#### En Clubes
| Vélez Sarsfield Argentina | 1.ª                 |                     |     |    |   |   |    |   |     |    |
| Vélez Sarsfield Argentina | 1.ª                 | 1990-91             | 12  | 1  | - | - | -  | - | 12  | 1  |
| Vélez Sarsfield Argentina | 1.ª                 | 1991-92             | 36  | 3  | - | - | -  | - | 36  | 3  |
| Vélez Sarsfield Argentina | 1.ª                 | 1992-93             | 32  | 1  | - | - | -  | - | 32  | 1  |
| Vélez Sarsfield Argentina | 1.ª                 | 1993-94             | 26  | 1  | 3 | 1 | 13 | 1 | 42  | 3  |
| Vélez Sarsfield Argentina | 1.ª                 | 1994-95             | 22  | 2  | - | - | 3  | 0 | 25  | 2  |
| Vélez Sarsfield Argentina | 1.ª                 | 1995-96             | 32  | 3  | - | - | 2  | 0 | 34  | 3  |
| Vélez Sarsfield Argentina | 1.ª                 | 1996-97             | 23  | 4  | - | - | 13 | 2 | 36  | 6  |
| Vélez Sarsfield Argentina | 1.ª                 | 1997-98             | 31  | 2  | - | - | 6  | 0 | 37  | 2  |
| Vélez Sarsfield Argentina | 1.ª                 | 1998-99             | 27  | 2  | - | - | 15 | 1 | 42  | 3  |
| Vélez Sarsfield Argentina | 1.ª                 | 1999-00             | 27  | 2  | - | - | 7  | 2 | 34  | 4  |
| Vélez Sarsfield Argentina | Total club          | Total club          | 268 | 21 | 3 | 1 | 59 | 6 | 330 | 28 |
| Newcastle Inglaterra | 1.ª                 |                     |     |    |   |   |    |   |     |    |
| Newcastle Inglaterra | 1.ª                 | 2000-01             | 22  | 1  | 4 | 0 | -  | - | 26  | 1  |
| Newcastle Inglaterra | 1.ª                 | 2001                | 2   | 0  | 1 | 0 | -  | - | 3   | 0  |
| Newcastle Inglaterra | Total club          | Total club          | 24  | 1  | 5 | 0 | -  | - | 29  | 1  |
| Tenerife · España | 1.ª                 |                     |     |    |   |   |    |   |     |    |
| Tenerife · España | 1.ª                 | 2001-02             | 14  | 0  | - | - | -  | - | 14  | 0  |
| Tenerife · España | Total club          | Total club          | 14  | 0  | - | - | -  | - | 14  | 0  |
| Total en su carrera | Total en su carrera | Total en su carrera | 306 | 22 | 8 | 1 | 59 | 6 | 373 | 29 |
| (1) Las copas nacionales se refiere a la Copa de Francia, Copa de la Liga de Francia y Copa MLS. (2) Las copas internacionales se refiere a la Champions League, Europa League, Copa Libertadores , Copa Sudamericana Y Supercopa Sudamericana. (3) Media de goles por encuentro. No incluye goles en partidos amistosos. |                     |                     |     |    |   |   |    |   |     |    |

#### En la selección
| Selección            | Año                  | Amistosos | Amistosos | Eliminatorias | Eliminatorias | Preolímpico | Preolímpico | Copa Confederaciones | Copa Confederaciones | Mundial | Mundial | Panamericano | Panamericano | JJ. OO. | JJ. OO. | Copa América | Copa América | Total | Total |
| Selección            | Año                  | Apar.     | Goles     | Apar.         | Goles         | Apar.       | Goles       | Apar.                | Goles                | Apar.   | Goles   | Apar.        | Goles        | Apar.   | Goles   | Apar.        | Goles        | Apar. | Goles |
| -------------------- | -------------------- | --------- | --------- | ------------- | ------------- | ----------- | ----------- | -------------------- | -------------------- | ------- | ------- | ------------ | ------------ | ------- | ------- | ------------ | ------------ | ----- | ----- |
| Sub-20 Argentina     | 1991                 | -         | -         | -             | -             | -           | -           | -                    | -                    | 2       | 0       | -            | -            | -       | -       | -            | -            | 2     | 0     |
| Sub-20 Argentina     | Total                | -         | -         | -             | -             | -           | -           | -                    | -                    | 2       | 0       | -            | -            | -       | -       | -            | -            | 2     | 0     |
| Sub-23 Argentina     | 1995                 | -         | -         | -             | -             | -           | -           | -                    | -                    | -       | -       | 6            | 0            | -       | -       | -            | -            | 7     | 0     |
| Sub-23 Argentina     | 1996                 | -         | -         | -             | -             | 6           | 0           | -                    | -                    | -       | -       | -            | -            | 4       | 0       | -            | -            | 10    | 0     |
| Sub-23 Argentina     | Total                | -         | -         | -             | -             | 6           | 0           | -                    | -                    | -       | -       | 6            | 0            | 4       | 0       | -            | -            | 16    | 0     |
| Absoluta Argentina   | 1994                 | 3         | 0         | -             | -             | -           | -           | -                    | -                    | -       | -       | -            | -            | -       | -       | -            | -            | 3     | 0     |
| Absoluta Argentina   | 1995                 | 6         | 0         | -             | -             | -           | -           | 3                    | 0                    | -       | -       | -            | -            | -       | -       | -            | -            | 9     | 0     |
| Absoluta Argentina   | 1996                 | 1         | 0         | 2             | 0             | -           | -           | -                    | -                    | -       | -       | -            | -            | -       | -       | -            | -            | 3     | 0     |
| Absoluta Argentina   | 1997                 | -         | -         | 2             | 0             | -           | -           | -                    | -                    | -       | -       | -            | -            | -       | -       | 3            | 0            | 5     | 0     |
| Absoluta Argentina   | 1999                 | 2         | 0         | -             | -             | -           | -           | -                    | -                    | -       | -       | -            | -            | -       | -       | -            | -            | 2     | 0     |
| Absoluta Argentina   | Total                | 12        | 0         | 4             | 0             | -           | -           | 3                    | 0                    | -       | -       | -            | -            | -       | -       | 3            | 0            | 22    | 0     |
| Total en Selecciones | Total en Selecciones | 12        | 0         | 4             | 0             | 6           | 0           | 3                    | 0                    | 2       | 0       | 6            | 0            | 4       | 0       | 3            | 0            | 40    | 0     |

#### Resumen estadístico
|                       | Partidos | Goles | Media goleadora |
| --------------------- | -------- | ----- | --------------- |
| Primera División      | 306      | 22    | 14              |
| Copas nacionales      | 8        | 1     | 0,13            |
| Copas internacionales | 59       | 6     | 0,10            |
| Selección Sub-20      | 2        | 0     | 0,00            |
| Selección Olímpica    | 16       | 0     | 0,00            |
| Selección Absoluta    | 22       | 0     | 0,00            |
| TOTAL                 | 413      | 29    | 0,07            |

## Palmarés

### Como jugador

#### Campeonatos nacionales
| Título           | Club            | País      | Año    |
| ---------------- | --------------- | --------- | ------ |
| Primera División | Vélez Sarsfield | Argentina | C-1993 |
| Primera División | Vélez Sarsfield | Argentina | A-1995 |
| Primera División | Vélez Sarsfield | Argentina | C-1996 |
| Primera División | Vélez Sarsfield | Argentina | C-1998 |

#### Copas internacionales
| Título                 | Club *              | Sede          | Año  |
| ---------------------- | ------------------- | ------------- | ---- |
| Copa Libertadores      | Vélez Sársfield     | Sâo Paulo     | 1994 |
| Copa Intercontinental  | Vélez Sársfield     | Tokio         | 1994 |
| Juegos Panamericanos   | Selección Argentina | Mar del Plata | 1995 |
| Copa Interamericana    | Vélez Sársfield     | Buenos Aires  | 1996 |
| Juegos Olímpicos       | Selección Argentina | Atlanta       | 1996 |
| Supercopa Sudamericana | Vélez Sársfield     | Buenos Aires  | 1996 |
| Recopa Sudamericana    | Vélez Sársfield     | Kōbe          | 1997 |

### Como mánager

#### Campeonatos nacionales
| Título                       | Club            | País      | Año     |
| ---------------------------- | --------------- | --------- | ------- |
| Primera División             | Vélez Sarsfield | Argentina | C-2009  |
| Primera División             | Vélez Sarsfield | Argentina | C-2011  |
| Primera División             | Vélez Sarsfield | Argentina | I-2012  |
| Primera División             | Vélez Sarsfield | Argentina | 2012/13 |
| Supercopa Argentina          | Vélez Sarsfield | Argentina | 2013    |
| Primera División de Paraguay | Olimpia         | Paraguay  | C-2020  |